# Quartering Acts
Le Quartering Acts furono diversi provvedimenti del Parlamento britannico che obbligavano i governi locali delle colonie nordamericane a fornire alloggio e cibo ai soldati britannici. Ciascuna di queste Leggi era un emendamento al Mutiny Act, la legge che disciplinava l'ammutinamento nell'esercito, e richiedeva di essere rinnovata annualmente dal Parlamento.
Inizialmente concepite come risposta alle problematiche sorte durante la Guerra dei sette anni (nota anche come Guerra franco-indiana), ben presto divennero una fonte di tensione tra gli abitanti delle Tredici Colonie e il governo di Londra. Queste tensioni avrebbero poi contribuito allo scoppio della Rivoluzione Americana.

## Quartering Act del 1774
Il Quartering Act del 1774, noto in Gran Bretagna come uno dei Coercive Acts e nelle colonie come parte delle "Leggi intollerabili", veniva applicato a tutte le colonie e mirava a creare un metodo più efficace per alloggiare le truppe britanniche in America. Un precedente atto richiedeva alle colonie di fornire alloggi ai soldati, ma le assemblee legislative coloniali non avevano collaborato a tale scopo. Il nuovo Quartering Act consentiva al governatore di alloggiare i soldati in altri edifici se non venivano fornite sistemazioni adeguate.
Mentre molte fonti sostengono che il Quartering Act permettesse l'alloggio dei soldati in case private occupate, lo studio del 1974 dello storico David Ammerman afferma che questo sia un mito e che la legge consentisse l'acquartieramento delle truppe solo in edifici non occupati. Ecco un estratto della legge a sostegno di questa affermazione:
(Quartering Act del 1774)
La legge scadde il 24 marzo 1776.